# ستيبان سوريكوف
ستيبان سوريكوف (بالروسية: Суриков, Степан Владиславович)‏ هو لاعب كرة قدم روسي، ولد في 30 يناير 2002 في إيجيفسك في روسيا.

## وصلات خارجية
- ستيبان سوريكوف على موقع قاعدة بيانات كرة القدم.إي يو (الإنجليزية)
- ستيبان سوريكوف على موقع Soccerway.com (الإنجليزية)
- ستيبان سوريكوف على موقع عالم كرة القدم.نت (الإنجليزية)